# Put Another Log on the Fire
Put Another Log on the Fire är en sång skriven av Shel Silverstein. Den har bland annat spelats in, år 1975, av Tompall Glaser och, 1976, av Willie Nelson & Waylon Jennings.
Ewert Ljusberg skrev en text på svenska som heter Peta in en pinne i brasan, och spelades in av Mats Rådberg & Rankarna 1983.